# Chat Control
Chat Control 2.0 är det namn som i folkmun används för EU-regleringen Fastställande av regler för att förebygga och bekämpa sexuella övergrepp mot barn som EU-kommissionären Ylva Johansson lade i maj 2022. Förslaget syftar till att förebygga och bekämpa sexuella övergrepp mot barn och spridning av barnpornografi.
Förslaget avser införande av ett regelverk som skulle innebära att meddelandetjänster (som sociala medieplattformar, datorspelschattar) skulle vara tvungna att ha möjligheten att kunna skanna användarnas kommunikation för att upptäcka och rapportera barnpornografi.

## Historik
Förslaget som lades fram av Ylva Johansson i maj 2022 kallas Chat Control 2.0, eftersom det utgör en utökning av ett befintligt EU-regelverk (som i efterhand kallades Chat Control 1.0) som lades fram 2021, där meddelandetjänster (som Facebook) frivilligt kunde skanna sina användares kommunikation efter barnpornografi. 

### Kritik
Förslaget kritiserades hårt i flera nyhetsartiklar, ledartexter och av civilsamhällesorganisationer. Professor Stefan Axelsson kritiserade förslaget med uttalandet "Inte ens Östtysklands säkerhetspolis Stasi hade övervakning på den här nivån".